# Shannon Moore
Shannon Brian Moore (Cameron (North Carolina), 27 juli 1979) is een Amerikaans professioneel worstelaar die actief was in de World Championship Wrestling (WCW), World Wrestling Entertainment (WWE) en Total Nonstop Action Wrestling (TNA).

## In het worstelen
- Finishers
  - Bottoms Up
  - Halo
  - Mooregasm

- Signature moves
  - Atomic drop
  - Enzuigiri
  - Moonsault

## Prestaties
- Freestyle Championship Wrestling
- FCW Germany Heavyweight Championship (1 keer)

- Heartland Wrestling Association
  - HWA Cruiserweight Championship (2 keer)
  - HWA Tag Team Championship (1 keer met Evan Karagias)

- NWA Wildside - National Championship Wrestling
  - NCW Heavyweight Championship (1 keer)
  - NCW Light Heavyweight Championship (1 keer)
  - NWA Wildside Tag Team Championship (1 keer met Shane Helms)

- Organization of Modern Extreme Grappling Arts
  - OMEGA Light Heavyweight Championship (2 keer)
  - OMEGA New Frontiers Championship (1 keer)

- Southern Championship Wrestling
  - SCW Light Heavyweight Championship (1 keer)

- World Championship Wrestling
  - WCW Hardcore Championship (1 keer)

- World Stars of Wrestling
  - WSW World Championship (1 keer)

- Andere titels
  - ACW Light Heavyweight Championship (1 keer)
  - NFWA Heavyweight Championship (1 keer)